# Astragalus drasianus
Astragalus drasianus är en ärtväxtart som beskrevs av H.J.Chowdhery, Uniyal och Balodi. Astragalus drasianus ingår i släktet vedlar, och familjen ärtväxter. Inga underarter finns listade i Catalogue of Life.